# Robèrt Lafont
Robèrt Lafont (Nimes, 16 de març de 1923 - Florència, 24 de juny de 2009) fou un lingüista, historiador, poeta, novel·lista, dramaturg i activista cultural i polític occità. Va ser un dels ideòlegs més destacats del moviment occitanista.

## Biografia
Robèrt Lafont va néixer el 1923 a la ciutat occitana de Nimes, al si d'una família protestant del país de la Vaunaja del costat de sa mare, Alícia Virginia Noguièr. Després del divorci dels seus pares, visqué amb els seus avis materns en un poblet de l'est de Nimes, Cauviçon. Quan va arribar a l'adolescència, el 1936, va anar a viure amb el seu pare, funcionari d'Hisenda, a Lons-le-Saunier (Arpitània). Aquell allunyament de la seva terra nadiua l'incità a recuperar més aferrissadament la seva identitat i llengua occitanes. Amb 18 anys, va participar en la Resistència antifeixista, en un grup de la comarca de les Cevenes (Losera). Al costat de Tristan Tzara i Joan Cassou va fundar l'Institut d'Estudis Occitans. Més tard, va ser professor de llengua occitana a la Universitat de Montpeller fins al 1986, i destacà en la defensa de l'occitanisme. Home d'una activitat intel·lectual extraordinària, fundà el Comitè Occità d'Estudis i d'Acció i assumí la direcció de diverses publicacions periòdiques (L'ase negre, 1946, Viure, 1962).
Va ser un escriptor prolífic, i la seva obra presentà dues línies essencials i integrades: l'una de divulgació doctrinal en francès, en què estudià la situació no sols occitana, sinó de totes les minories dins França, i una altra pròpiament de creació en llengua occitana, que constitueix el punt de partida de la veritable novel·la en occità i que és també una ruptura total amb la tradició folklòrica anterior. En el seu vessant doctrinal, ha estat un dels teoritzadors del colonialisme intern pel que fa a la situació occitana.
També produí un teatre d'animació social. Exercí el càrrec de president de l'Institut d'Estudis Occitans, però en sortí el 1981 a causa de tensions internes. El 1974, presentà la seva candidatura a les eleccions presidencials franceses, que fou rebutjada. De 1981 a 1986, fou president de la secció occitana del Cercle d'Agermanament Occitano-Català. El 1987, fou guardonat amb la Creu de Sant Jordi per la Generalitat de Catalunya.
Morí el 24 de juny de 2009 a Florència, a l'edat de 86 anys. El 26 i 27 de setembre de 2009, fou organitzat a Nimes un simposi per Gardarem la Tèrra, moviment altermundista i occitanista, amb el títol «Robert Lafont, l'haute conscience d'une histoire», en què es va analitzar i debatre cinquanta anys d'acció i escrits polítics de la revolució regionalista.

## Obres
Poesia
- Dire (1945-53)
- La loba (1959)
- Poèma a l'estrangièra (1960)
- Aire Liure (1974)
- Lausa per un solèu mòrt e reviudat (1984)

Narracions
- La vida de Joan Larsinhac, (1951)
- L'Icòna dins l'Iscla (1971)
- Lo Decameronet (1983)
- La Festa (1983-84), formada per Lo Cavalier de Març i Lo Libre de Joan
- L'enclaus (1992)

Teatre
- Dòm Esquichòte (1973)
- Lei cascavèus (1977)
- La Croisade (1983)

De divulgació
- La Révolution régionaliste (1967); traduït al català: La revolució regionalista, Ed. Aportació Catalana, Barcelona (1968).
- Sur la France (1968); traduït al català: Per una teoria de la nació, Edicions 62, Barcelona (1969).
- Décoloniser en France (1971).
- Le Travail et la Langue (1978), estudi sociolingüístic.
- Nous, Peuple européen (1991).
- La Nation, l'État, les Régions (1993).

## Prèmi Robèrt Lafont
El Prèmi Robèrt Lafont va ser instituït el 2010 i té caràcter biennal. Té com a objectiu reconèixer i premiar persones o entitats que s'hagin distingit per la defensa, projecció i promoció de la llengua occitana en qualsevol punt del domini lingüístic. Es va instituir l'any 2010, inicialment en el si dels premis Pompeu Fabra, i posteriorment l'Ordre CLT/360/2011 dota el premi Robèrt Lafont de regulació pròpia, de manera que en referma la singularitat i la identitat. L'any 2013 s'estableix el caràcter biennal del premi.

## En català
- L'illa dels immortals, Lleonard Muntaner edicions, traduït per Joan-Lluís Lluís, 2022 (títol original: Amfícolpos, ò l'immortalitat, dins Insularas, 1996).[7]